# Námořnictvo Ruské federace

Vlajka

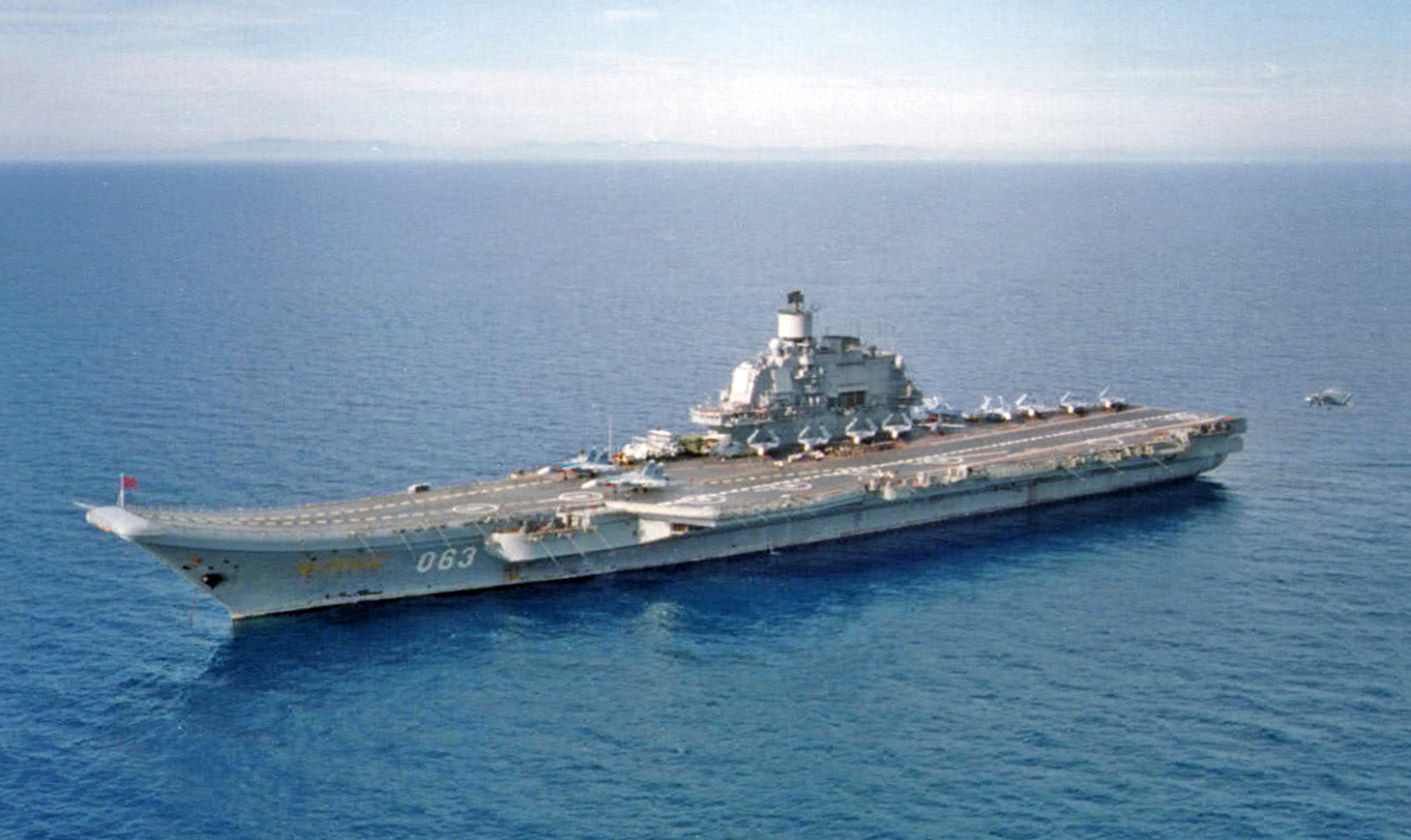
Letadlová loď Admiral Kuzněcov

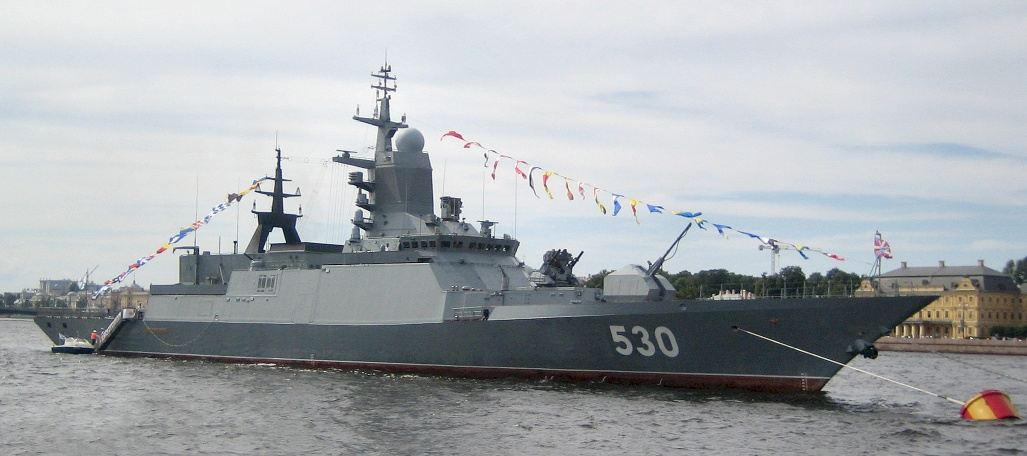
Korveta Stěreguščij

Námořnictvo Ruské federace (oficiálně VMF, Vojenno-morskoj flot, rusky Военно-морской флот Российской Федерации) je součástí ozbrojených sil Ruska. Je nástupcem sovětského námořnictva, které zaniklo s rozpadem Sovětského svazu (SSSR) po skončení studené války. Tehdy ruské námořnictvo převzalo naprostou většinu sovětských plavidel. Hlavním posláním ruského námořnictva je jaderné odstrašení, ochrana pobřeží a námořních tras.
K červnu 2009 mělo ruské námořnictvo k dispozici cca 60 ponorek, přibližně 70 velkých hladinových bojových lodí (křižníků, torpédoborců, fregat a korvet), téměř 80 pobřežních a hlídkových člunů, cca 40 minolovek, zhruba 70 obojživelných výsadkových lodí a vznášedel a 370 logistických a podpůrných lodí. Značná část těchto lodí je však již zastaralá či neschopná služby, přičemž pro ně není náhrady. Plány rozvoje a modernizace námořnictva se nyní soustřeďují zejména na ponorky. V ostatních kategoriích hrozí, že se ruské námořnictvo stane spíše pobřežní silou.
Složkami ruského vojenského námořnictva jsou: Severní loďstvo, Baltské loďstvo, Černomořské loďstvo a Tichooceánské loďstvo, Kaspická flotila, Ruské námořní letectvo a pobřežní síly (zahrnující jednotky námořní pěchoty a pobřežní baterie). Symbolika současného ruského námořnictva navazuje na tradice Ruského carského námořnictva. Odpovídají tomu standarty, uniformy i názvy lodí. Ze sovětské éry tak zůstaly zejména pěticípé hvězdy na ruských letadlech. Vlajku moderního ruského námořnictva tvoří modrý kříž v bílém poli.
Ruské námořnictvo se od roku 1990 až zhruba do roku 2010 potýkalo s řadou vážných problémů. Nedostatečné finanční a materiální kapacity Ruska vedly k výraznému oslabení síly jeho námořnictva. To nemělo dostatek prostředků pro údržbu stávajících jednotek, natož pro stavbu nových. Předčasně tak byly vyřazeny například letadlové lodi třídy Kijev či zastaveny práce na dokončení letadlové lodi Varjag (byla prodána Námořnictvu Čínské lidové osvobozenecké armády). Dokončení lodí, rozestavěných ještě za existence Sovětského svazu, se často protáhlo na mnoho let a starší lodě dodnes tvoří jeho jádro. Rusko zatím postrádá finanční prostředky a specializované loděnice včetně jejich vybavení pro stavbu velkých hladinových lodí. Proto usilovalo o nákup některých typů lodí v zahraničí. Rusko tak oznámilo, že do roku 2020 neplánuje stavbu žádné další letadlové lodě a naopak na konci roku 2011 uzavřelo kontrakt na stavbu čtyř francouzských výsadkových a velitelských lodí třídy Mistral.
Po roce 1990 Rusko rovněž ztratilo síť vojenských přístavů ve spřátelených zemích ze sovětské éry. Jako hlavní základnu si však udrželo pronajatý přístav s námořní základnou v Sevastopolu na ukrajinském poloostrově Krym. Anexe Krymu Ruskou federací v roce 2014 do určité míry zlepšila možnosti dalšího rozvoje této námořní základny, je však nadále zdrojem napětí mezi Ruskem a Ukrajinou.

## Vývoj počtu lodí v letech 1985–2018
Tabulka ukazuje pokles vývoj v počtu hlavních kategorií válečných lodí a ponorek na sklonku sovětské éry a v současném Rusku.
| Typ / Rok                           | 1985 | 1990 | 1995 | 2000 | 2005 | 2014 | 2018 |
| ----------------------------------- | ---- | ---- | ---- | ---- | ---- | ---- | ---- |
| Letadlové lodě                      | 5    | 6    | 3    | 2    | 1    | 1    | 1    |
| Křižníky                            | 32   | 26   | 7    | 6    | 4    | 11   | 5    |
| Torpédoborce                        | 74   | 52   | 43   | 23   | 17   | 17   | 12   |
| Fregaty                             | 32   | 32   | 29   | 20   | 11   | 12   | 10   |
| Korvety                             | 185  | 200  | 130  | 110  | 60   | 70   | 79   |
| SSBN — Nukleární balistické ponorky | 83   | 63   | 28   | 13   | 13   | 15   | 11   |
| SSGN                                | 72   | 72   | 16   | 11   | 9    | 6    | 8    |
| SSN — Nukleární útočné ponorky      | 71   | 64   | 50   | 25   | 20   | 18   | 17   |
| SSK — Konvenční útočné ponorky      | 140  | 66   | 55   | 22   | 19   | 22   | 22   |

## Vybavení

### Letadlové lodě

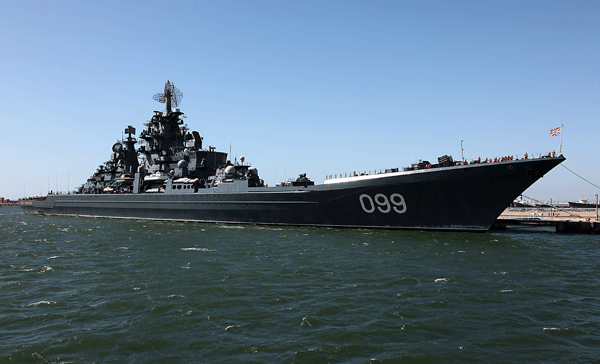
Křižník Pjotr Velikij třídy Kirov.

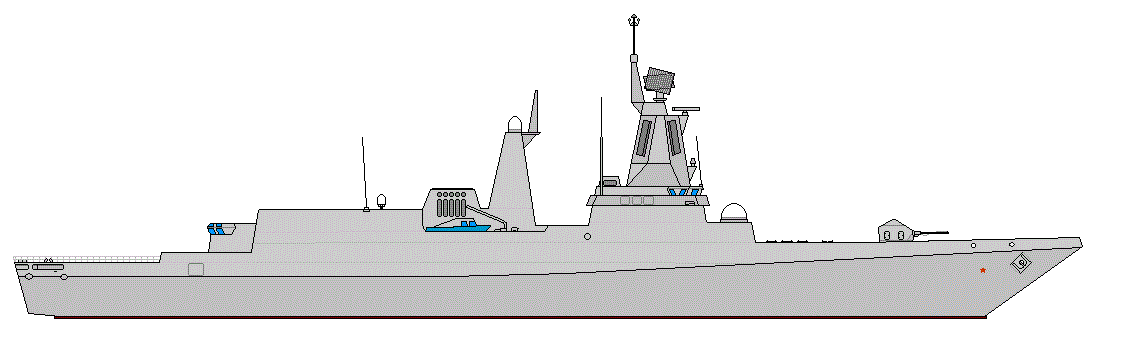
Vzhled nové fregaty třídy Admiral Sergej Gorškov.

Letadlová loď Admiral Kuzněcov je v současnosti jedinou lodí této kategorie, kterou ruské námořnictvo provozuje. Její sesterská loď Varjag nebyla po rozpadu SSSR dostavěna a trojice letadlových lodí třídy Kijev již není ve službě. Pro stavbu podobně velkých lodí nemá dnešní Rusko potřebné kapacity.

### Křižníky
Všechny křižníky ruského námořnictva pocházejí z tříd vyvinutých pro sovětské námořnictvo za studené války. V některých případech se jedná o jednotky za studené války rozestavěné a později jen obtížně dokončované. Jedná se o dva křižníky tříd Kirov, dále o plavidla tříd Slava a Kara. Obě jednotky třídy Kirov představují největší válečné lodě své kategorie na světě, silně vyzbrojené a s nukleárním pohonem – zároveň však s velice nákladným provozem.

### Torpédoborce, fregaty a korvety
Téměř všechny současné ruské torpédoborce, fregaty a korvety pocházejí ze sil sovětského námořnictva. Torpédoborce patří k sovětským třídám Kashin, Sovremennyj a Udaloj. Stavba nových torpédoborců přitom není v dohledné době vůbec plánována.
Fregaty patří ke třídám Krivak, Neustrašimij a Gepard. Novou generaci fregat má představovat třída Admiral Sergej Gorškov – jedná se o první velké hladinové lodě, které Rusko staví od konce studené války. Protože však tato třída nemůže být stavěna dostatečně rychle, objednalo námořnictvo ještě šest fregat třídy Admiral Grigorovič, které pomohou zmírnit nedostatek moderních válečných lodí této kategorie. Pro operace v pobřežní vodách je přitom stavěna nová třída víceúčelových korvet třídy Stěreguščij.

### Ponorky

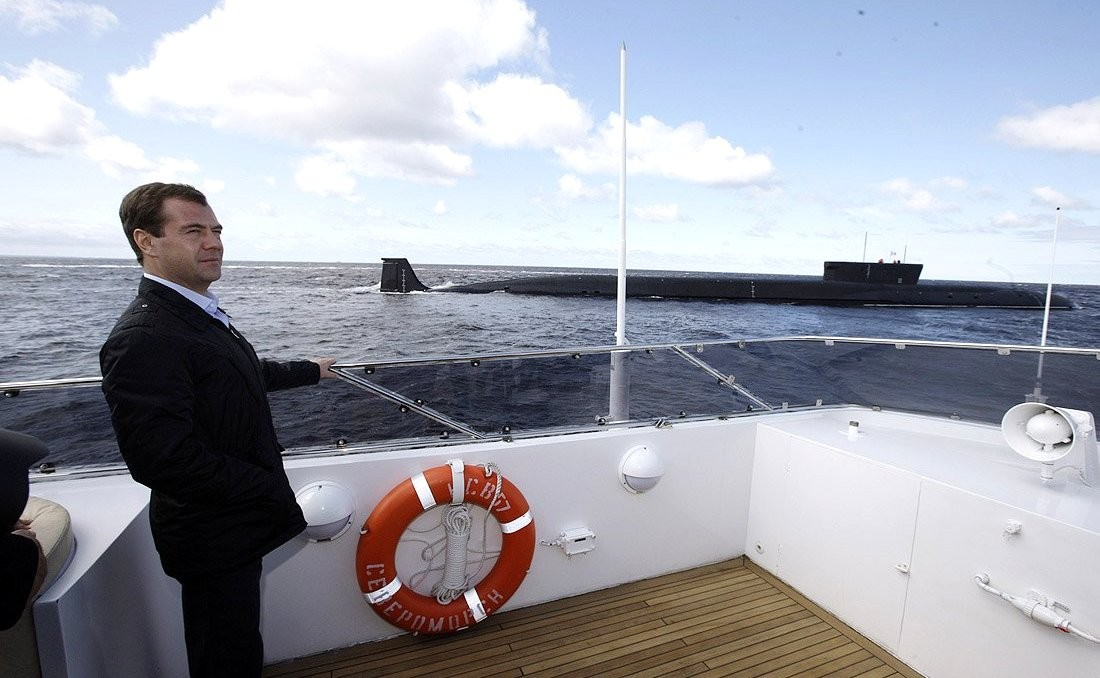
Raketonosná ponorka s jaderným pohonem Jurij Dolgorukij.

V roce 2009 provozovalo ruské námořnictvo flotilu více než 60 ponorek, přičemž na ponorky se soustřeďují programy rozvoje námořnictva.
Ze sovětské éry zůstalo několik raketonosných ponorek s jaderným pohonem tříd Kalmář (kód NATO Delta III), Delfín (kód NATO Delta IV) a Akula (kód NATO Tajfun). V roce 2013 byla přijata do námořnictva ponorka Jurij Dolgorukij, která je první jednotkou nové třídy Borej. Výzbroj těchto ponorek tvoří balistické střely Bulava, jejichž úspěšný vývoj byl potvrzen třemi starty na podzim 2014. Další dvě jednotky téže třídy s názvy Alexandr Něvskij a Vladimir Monomach byly přijaty do námořnictva v roce 2013 resp. 2014, přičemž Rusko počítá se stavbou celkem osmi lodí. K únoru 2015 probíhala stavba tří ponorek vylepšené třídy Borej-A.
Ruské útočné ponorky mají zčásti jaderný a z části konvenční pohon. Jaderné ponorky zastupují třídy Akula a Oscar II. V roce 2014 byla přijata do námořnictva ponorka Severodvinsk nové víceúčelové třídy Jaseň. Dieselelektrické pohony ponorek jsou v námořnictvu zastoupeny věkově pokročilými jednotkami třídy Kilo, které mají být ve službě nahrazeny zcela novými univerzálními dieselelektrickými ponorkami třídy Lada. Mimo výše uvedené typy lodí vlastní Rusko též několik speciální ponorek, sloužích pro různé specifické účely.

## Plánované akvizice
- Projekt 23900 – vrtulníkové výsadkové lodě (2 ks)
- Projekt 955 – raketonosné ponorky
- Projekt 885 – útočné ponorky
- Projekt 677 Lada – konvenční ponorky (5 ks)
- Projekt 22350 – fregaty (6 ks)
- Projekt 20386 – korvety
- Projekt 20380 – korvety
- Projekt 22800 – korvety (17 ks)
- Projekt 23550 – oceánské hlídkové lodě (2 ks)
- Projekt 22160 – hlídkové lodě (4 ks)
- Projekt 12700 – minolovky
- Projekt 11711 – tankové výsadkové lodě

## Operační nasazení

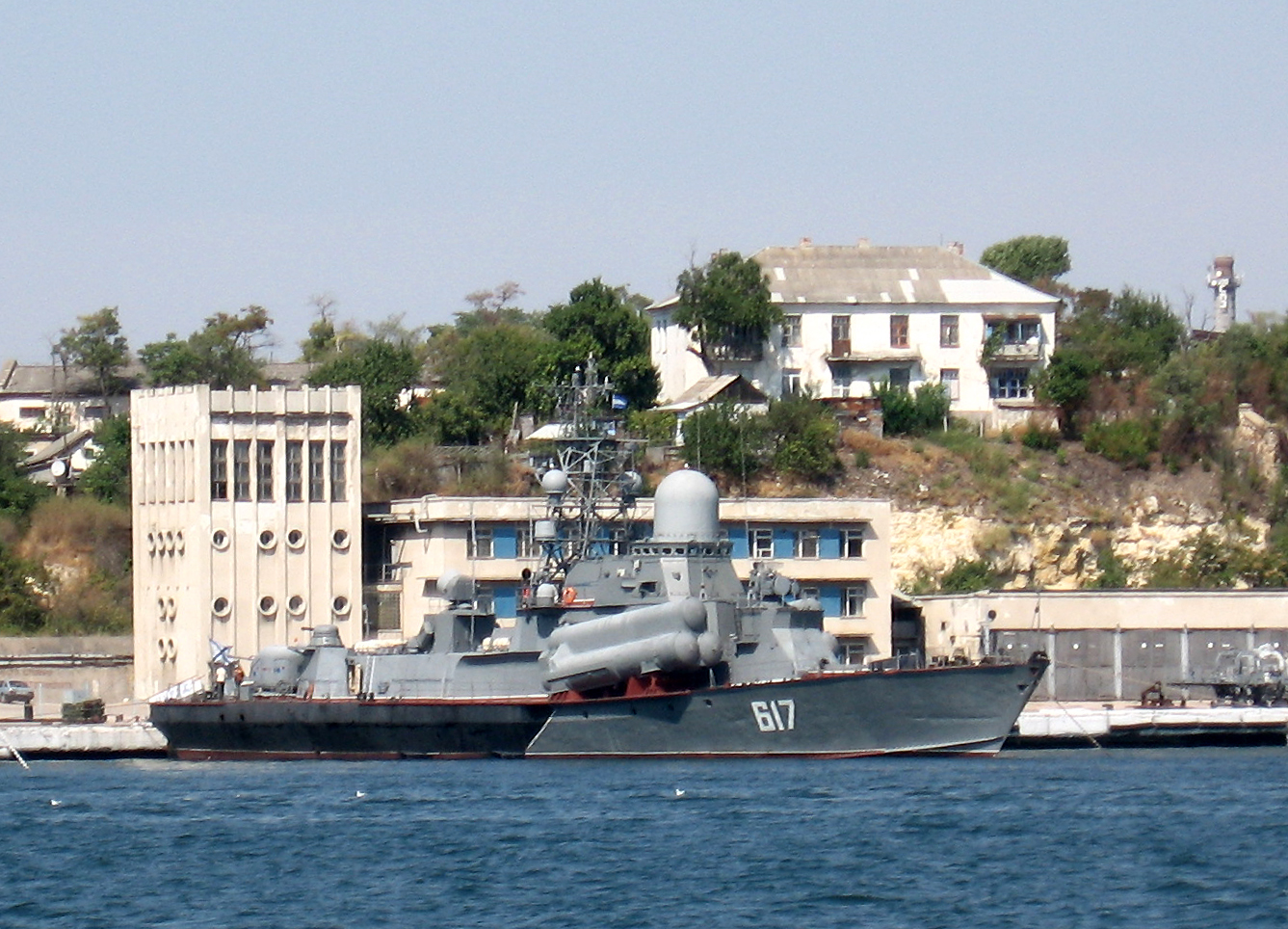
Ruská raketonosná korveta Miraž (Projekt 1234.1) — vítěz ze střetnutí s gruzínskými čluny.

V roce 2008 se ruské námořnictvo zapojilo do války v Jižní Osetii.
Ruské námořnictvo se v současnosti[kdy?] podílí na misi OSN proti modernímu pirátství v oblasti Adenského zálivu a Indického oceánu. Nasazeny zde byly například torpédoborce třídy Udaloj Maršal Šapošnikov a Admiral Levčenko.
V únoru a březnu 2014 se ruské námořnictvo podílelo na vojenském obsazení ukrajinského Krymu, za což byl velitel ruské černomořské flotily Alexandr Vitko zařazen na sankční seznam Rusů, kterým USA a EU zakázaly vydávání víz a zmrazily jejich zahraniční konta, neboť konkrétními činy a aktivitami přispěli k narušení teritoriální integrity a suverenity Ukrajiny.
V r. 2022 se ruské námořnictvo účastnilo ruské invaze na Ukrajinu. V jejím průběhu ztratilo výsadkovou loď třídy Aligator Saratov a vlajkový křižník Moskva (jeden ze tří křižníků třídy Slava), což je považováno za největší námořní ztrátu od potopení bitevní lodi Marat v průběhu druhé světové války.

## Seznam velitelů
| Jméno                                       | Obrázek            | Ve funkci      |
| ------------------------------------------- | ------------------ | -------------- |
| admirál loďstva Felix Nikolajevič Gromov    | Felix Gromov       | 1992–1997      |
| admirál loďstva Vladimir Ivanovič Kurojedov | Vladimir Kurojedov | 1997–2005      |
| admirál loďstva Vladimir Vasiljevič Masorin | Vladimir Masorin   | 2005–2007      |
| admirál Vladimir Sergejevič Vysockij        | Vladimir Vysockij  | 2007–2012      |
| admirál Viktor Viktorovič Čirkov            | Viktor Čirkov      | 2012–2016      |
| admirál Vladimir Ivanovič Koroljov          | Vladimir Koroljov  | 2016–2019      |
| admirál Nikolaj Anatoljevič Jevmenov        | Nikolaj Jevmenov   | 2019–2024      |
| admirál Alexandr Moisejev                   | Alexandr Moisejev  | od března 2024 |